# Elektra tmavá
Elektra tmavá (Peponocephala electra Gray, 1846) je kytovec z čeledi delfínovitých dosahující hmotnosti 100–200 kg.

## Popis
Jedná se o kytovce s vyklenutou a tupě zakončenou hlavou. Doba březosti činí 12 měsíců. Horní čelist nepatrně přesahuje čelist dolní. Zuby jsou na horní čelisti ve 21–25 párech, na čelisti dolní ve 14–24. Elektry obývají volné moře. Živí se rybami, hlavonožci a měkkýši. Elektry mají rády společnost, a proto se spojují do stád. Stáda čítají od 15 až do 500 kusů. Občas se stane, že stádo uvízne na pobřežních písčinách. Elektra tmavá se dříve označovala jako plískavice elektra.